# 大围山溪蟹
大围山溪蟹（学名：Potamon daweishanense）为溪蟹科溪蟹属的动物。在中国大陆，分布于云南等地，常栖息于溪流内石下。